# 1270
Portal Geschichte | Portal Biografien | Aktuelle Ereignisse | Jahreskalender | Tagesartikel

◄ |
12. Jahrhundert |
13. Jahrhundert
| 14. Jahrhundert | ►

◄ |
1240er |
1250er |
1260er |
1270er
| 1280er | 1290er | 1300er | ►

◄◄ |
◄ |
1266 |
1267 |
1268 |
1269 |
1270
| 1271 | 1272 | 1273 | 1274 | ► | ►►
Staatsoberhäupter  · Nekrolog
| Januar | Januar | Januar | Januar | Januar | Januar | Januar | Januar |
| Kw     | Mo     | Di     | Mi     | Do     | Fr     | Sa     | So     |
| ------ | ------ | ------ | ------ | ------ | ------ | ------ | ------ |
| 1      |        |        | 1      | 2      | 3      | 4      | 5      |
| 2      | 6      | 7      | 8      | 9      | 10     | 11     | 12     |
| 3      | 13     | 14     | 15     | 16     | 17     | 18     | 19     |
| 4      | 20     | 21     | 22     | 23     | 24     | 25     | 26     |
| 5      | 27     | 28     | 29     | 30     | 31     |        |        |

| Februar | Februar | Februar | Februar | Februar | Februar | Februar | Februar |
| Kw      | Mo      | Di      | Mi      | Do      | Fr      | Sa      | So      |
| ------- | ------- | ------- | ------- | ------- | ------- | ------- | ------- |
| 5       |         |         |         |         |         | 1       | 2       |
| 6       | 3       | 4       | 5       | 6       | 7       | 8       | 9       |
| 7       | 10      | 11      | 12      | 13      | 14      | 15      | 16      |
| 8       | 17      | 18      | 19      | 20      | 21      | 22      | 23      |
| 9       | 24      | 25      | 26      | 27      | 28      |         |         |

| März | März | März | März | März | März | März | März |
| Kw   | Mo   | Di   | Mi   | Do   | Fr   | Sa   | So   |
| ---- | ---- | ---- | ---- | ---- | ---- | ---- | ---- |
| 9    |      |      |      |      |      | 1    | 2    |
| 10   | 3    | 4    | 5    | 6    | 7    | 8    | 9    |
| 11   | 10   | 11   | 12   | 13   | 14   | 15   | 16   |
| 12   | 17   | 18   | 19   | 20   | 21   | 22   | 23   |
| 1    | 24   | 25   | 26   | 27   | 28   | 29   | 30   |
| 14   | 31   |      |      |      |      |      |      |

| April | April | April | April | April | April | April | April |
| Kw    | Mo    | Di    | Mi    | Do    | Fr    | Sa    | So    |
| ----- | ----- | ----- | ----- | ----- | ----- | ----- | ----- |
| 14    |       | 1     | 2     | 3     | 4     | 5     | 6     |
| 15    | 7     | 8     | 9     | 10    | 11    | 12    | 13    |
| 16    | 14    | 15    | 16    | 17    | 18    | 19    | 20    |
| 17    | 21    | 22    | 23    | 24    | 25    | 26    | 27    |
| 18    | 28    | 29    | 30    |       |       |       |       |

| Mai | Mai | Mai | Mai | Mai | Mai | Mai | Mai |
| Kw  | Mo  | Di  | Mi  | Do  | Fr  | Sa  | So  |
| --- | --- | --- | --- | --- | --- | --- | --- |
| 18  |     |     |     | 1   | 2   | 3   | 4   |
| 19  | 5   | 6   | 7   | 8   | 9   | 10  | 11  |
| 20  | 12  | 13  | 14  | 15  | 16  | 17  | 18  |
| 21  | 19  | 20  | 21  | 22  | 23  | 24  | 25  |
| 22  | 26  | 27  | 28  | 29  | 30  | 31  |     |

| Juni | Juni | Juni | Juni | Juni | Juni | Juni | Juni |
| Kw   | Mo   | Di   | Mi   | Do   | Fr   | Sa   | So   |
| ---- | ---- | ---- | ---- | ---- | ---- | ---- | ---- |
| 22   |      |      |      |      |      |      | 1    |
| 23   | 2    | 3    | 4    | 5    | 6    | 7    | 8    |
| 24   | 9    | 10   | 11   | 12   | 13   | 14   | 15   |
| 25   | 16   | 17   | 18   | 19   | 20   | 21   | 22   |
| 26   | 23   | 24   | 25   | 26   | 27   | 28   | 29   |
| 27   | 30   |      |      |      |      |      |      |

| Juli | Juli | Juli | Juli | Juli | Juli | Juli | Juli |
| Kw   | Mo   | Di   | Mi   | Do   | Fr   | Sa   | So   |
| ---- | ---- | ---- | ---- | ---- | ---- | ---- | ---- |
| 27   |      | 1    | 2    | 3    | 4    | 5    | 6    |
| 2    | 7    | 8    | 9    | 10   | 11   | 12   | 13   |
| 29   | 14   | 15   | 16   | 17   | 18   | 19   | 20   |
| 30   | 21   | 22   | 23   | 24   | 25   | 26   | 27   |
| 31   | 28   | 29   | 30   | 31   |      |      |      |

| August | August | August | August | August | August | August | August |
| Kw     | Mo     | Di     | Mi     | Do     | Fr     | Sa     | So     |
| ------ | ------ | ------ | ------ | ------ | ------ | ------ | ------ |
| 31     |        |        |        |        | 1      | 2      | 3      |
| 32     | 4      | 5      | 6      | 7      | 8      | 9      | 10     |
| 33     | 11     | 12     | 13     | 14     | 15     | 16     | 17     |
| 34     | 18     | 19     | 20     | 21     | 22     | 23     | 24     |
| 35     | 25     | 26     | 27     | 28     | 29     | 30     | 31     |

| September | September | September | September | September | September | September | September |
| Kw        | Mo        | Di        | Mi        | Do        | Fr        | Sa        | So        |
| --------- | --------- | --------- | --------- | --------- | --------- | --------- | --------- |
| 36        | 1         | 2         | 3         | 4         | 5         | 6         | 7         |
| 37        | 8         | 9         | 10        | 11        | 12        | 13        | 14        |
| 38        | 15        | 16        | 17        | 18        | 19        | 20        | 21        |
| 39        | 22        | 23        | 24        | 25        | 26        | 27        | 28        |
| 40        | 29        | 30        |           |           |           |           |           |

| Oktober | Oktober | Oktober | Oktober | Oktober | Oktober | Oktober | Oktober |
| Kw      | Mo      | Di      | Mi      | Do      | Fr      | Sa      | So      |
| ------- | ------- | ------- | ------- | ------- | ------- | ------- | ------- |
| 40      |         |         | 1       | 2       | 3       | 4       | 5       |
| 41      | 6       | 7       | 8       | 9       | 10      | 11      | 12      |
| 42      | 13      | 14      | 15      | 16      | 17      | 18      | 19      |
| 43      | 20      | 21      | 22      | 23      | 24      | 25      | 26      |
| 44      | 27      | 28      | 29      | 30      | 31      |         |         |

| November | November | November | November | November | November | November | November |
| Kw       | Mo       | Di       | Mi       | Do       | Fr       | Sa       | So       |
| -------- | -------- | -------- | -------- | -------- | -------- | -------- | -------- |
| 44       |          |          |          |          |          | 1        | 2        |
| 45       | 3        | 4        | 5        | 6        | 7        | 8        | 9        |
| 46       | 10       | 11       | 12       | 13       | 14       | 15       | 16       |
| 47       | 17       | 18       | 19       | 20       | 21       | 22       | 23       |
| 48       | 24       | 25       | 26       | 27       | 28       | 29       | 30       |

| Dezember | Dezember | Dezember | Dezember | Dezember | Dezember | Dezember | Dezember |
| Kw       | Mo       | Di       | Mi       | Do       | Fr       | Sa       | So       |
| -------- | -------- | -------- | -------- | -------- | -------- | -------- | -------- |
| 49       | 1        | 2        | 3        | 4        | 5        | 6        | 7        |
| 50       | 8        | 9        | 10       | 11       | 12       | 13       | 14       |
| 51       | 15       | 16       | 17       | 18       | 19       | 20       | 21       |
| 52       | 22       | 23       | 24       | 25       | 26       | 27       | 28       |
| 1        | 29       | 30       | 31       |          |          |          |          |

| Januar | Januar | Januar | Januar | Januar | Januar | Januar | Januar |
| Kw     | Mo     | Di     | Mi     | Do     | Fr     | Sa     | So     |
| ------ | ------ | ------ | ------ | ------ | ------ | ------ | ------ |
| 1      |        |        | 1      | 2      | 3      | 4      | 5      |
| 2      | 6      | 7      | 8      | 9      | 10     | 11     | 12     |
| 3      | 13     | 14     | 15     | 16     | 17     | 18     | 19     |
| 4      | 20     | 21     | 22     | 23     | 24     | 25     | 26     |
| 5      | 27     | 28     | 29     | 30     | 31     |        |        |

| Februar | Februar | Februar | Februar | Februar | Februar | Februar | Februar |
| Kw      | Mo      | Di      | Mi      | Do      | Fr      | Sa      | So      |
| ------- | ------- | ------- | ------- | ------- | ------- | ------- | ------- |
| 5       |         |         |         |         |         | 1       | 2       |
| 6       | 3       | 4       | 5       | 6       | 7       | 8       | 9       |
| 7       | 10      | 11      | 12      | 13      | 14      | 15      | 16      |
| 8       | 17      | 18      | 19      | 20      | 21      | 22      | 23      |
| 9       | 24      | 25      | 26      | 27      | 28      |         |         |

| März | März | März | März | März | März | März | März |
| Kw   | Mo   | Di   | Mi   | Do   | Fr   | Sa   | So   |
| ---- | ---- | ---- | ---- | ---- | ---- | ---- | ---- |
| 9    |      |      |      |      |      | 1    | 2    |
| 10   | 3    | 4    | 5    | 6    | 7    | 8    | 9    |
| 11   | 10   | 11   | 12   | 13   | 14   | 15   | 16   |
| 12   | 17   | 18   | 19   | 20   | 21   | 22   | 23   |
| 1    | 24   | 25   | 26   | 27   | 28   | 29   | 30   |
| 14   | 31   |      |      |      |      |      |      |

| April | April | April | April | April | April | April | April |
| Kw    | Mo    | Di    | Mi    | Do    | Fr    | Sa    | So    |
| ----- | ----- | ----- | ----- | ----- | ----- | ----- | ----- |
| 14    |       | 1     | 2     | 3     | 4     | 5     | 6     |
| 15    | 7     | 8     | 9     | 10    | 11    | 12    | 13    |
| 16    | 14    | 15    | 16    | 17    | 18    | 19    | 20    |
| 17    | 21    | 22    | 23    | 24    | 25    | 26    | 27    |
| 18    | 28    | 29    | 30    |       |       |       |       |

| Mai | Mai | Mai | Mai | Mai | Mai | Mai | Mai |
| Kw  | Mo  | Di  | Mi  | Do  | Fr  | Sa  | So  |
| --- | --- | --- | --- | --- | --- | --- | --- |
| 18  |     |     |     | 1   | 2   | 3   | 4   |
| 19  | 5   | 6   | 7   | 8   | 9   | 10  | 11  |
| 20  | 12  | 13  | 14  | 15  | 16  | 17  | 18  |
| 21  | 19  | 20  | 21  | 22  | 23  | 24  | 25  |
| 22  | 26  | 27  | 28  | 29  | 30  | 31  |     |

| Juni | Juni | Juni | Juni | Juni | Juni | Juni | Juni |
| Kw   | Mo   | Di   | Mi   | Do   | Fr   | Sa   | So   |
| ---- | ---- | ---- | ---- | ---- | ---- | ---- | ---- |
| 22   |      |      |      |      |      |      | 1    |
| 23   | 2    | 3    | 4    | 5    | 6    | 7    | 8    |
| 24   | 9    | 10   | 11   | 12   | 13   | 14   | 15   |
| 25   | 16   | 17   | 18   | 19   | 20   | 21   | 22   |
| 26   | 23   | 24   | 25   | 26   | 27   | 28   | 29   |
| 27   | 30   |      |      |      |      |      |      |

| Juli | Juli | Juli | Juli | Juli | Juli | Juli | Juli |
| Kw   | Mo   | Di   | Mi   | Do   | Fr   | Sa   | So   |
| ---- | ---- | ---- | ---- | ---- | ---- | ---- | ---- |
| 27   |      | 1    | 2    | 3    | 4    | 5    | 6    |
| 2    | 7    | 8    | 9    | 10   | 11   | 12   | 13   |
| 29   | 14   | 15   | 16   | 17   | 18   | 19   | 20   |
| 30   | 21   | 22   | 23   | 24   | 25   | 26   | 27   |
| 31   | 28   | 29   | 30   | 31   |      |      |      |

| August | August | August | August | August | August | August | August |
| Kw     | Mo     | Di     | Mi     | Do     | Fr     | Sa     | So     |
| ------ | ------ | ------ | ------ | ------ | ------ | ------ | ------ |
| 31     |        |        |        |        | 1      | 2      | 3      |
| 32     | 4      | 5      | 6      | 7      | 8      | 9      | 10     |
| 33     | 11     | 12     | 13     | 14     | 15     | 16     | 17     |
| 34     | 18     | 19     | 20     | 21     | 22     | 23     | 24     |
| 35     | 25     | 26     | 27     | 28     | 29     | 30     | 31     |

| September | September | September | September | September | September | September | September |
| Kw        | Mo        | Di        | Mi        | Do        | Fr        | Sa        | So        |
| --------- | --------- | --------- | --------- | --------- | --------- | --------- | --------- |
| 36        | 1         | 2         | 3         | 4         | 5         | 6         | 7         |
| 37        | 8         | 9         | 10        | 11        | 12        | 13        | 14        |
| 38        | 15        | 16        | 17        | 18        | 19        | 20        | 21        |
| 39        | 22        | 23        | 24        | 25        | 26        | 27        | 28        |
| 40        | 29        | 30        |           |           |           |           |           |

| Oktober | Oktober | Oktober | Oktober | Oktober | Oktober | Oktober | Oktober |
| Kw      | Mo      | Di      | Mi      | Do      | Fr      | Sa      | So      |
| ------- | ------- | ------- | ------- | ------- | ------- | ------- | ------- |
| 40      |         |         | 1       | 2       | 3       | 4       | 5       |
| 41      | 6       | 7       | 8       | 9       | 10      | 11      | 12      |
| 42      | 13      | 14      | 15      | 16      | 17      | 18      | 19      |
| 43      | 20      | 21      | 22      | 23      | 24      | 25      | 26      |
| 44      | 27      | 28      | 29      | 30      | 31      |         |         |

| November | November | November | November | November | November | November | November |
| Kw       | Mo       | Di       | Mi       | Do       | Fr       | Sa       | So       |
| -------- | -------- | -------- | -------- | -------- | -------- | -------- | -------- |
| 44       |          |          |          |          |          | 1        | 2        |
| 45       | 3        | 4        | 5        | 6        | 7        | 8        | 9        |
| 46       | 10       | 11       | 12       | 13       | 14       | 15       | 16       |
| 47       | 17       | 18       | 19       | 20       | 21       | 22       | 23       |
| 48       | 24       | 25       | 26       | 27       | 28       | 29       | 30       |

| Dezember | Dezember | Dezember | Dezember | Dezember | Dezember | Dezember | Dezember |
| Kw       | Mo       | Di       | Mi       | Do       | Fr       | Sa       | So       |
| -------- | -------- | -------- | -------- | -------- | -------- | -------- | -------- |
| 49       | 1        | 2        | 3        | 4        | 5        | 6        | 7        |
| 50       | 8        | 9        | 10       | 11       | 12       | 13       | 14       |
| 51       | 15       | 16       | 17       | 18       | 19       | 20       | 21       |
| 52       | 22       | 23       | 24       | 25       | 26       | 27       | 28       |
| 1        | 29       | 30       | 31       |          |          |          |          |

## Ereignisse

### Politik und Weltgeschehen

#### Siebter Kreuzzug

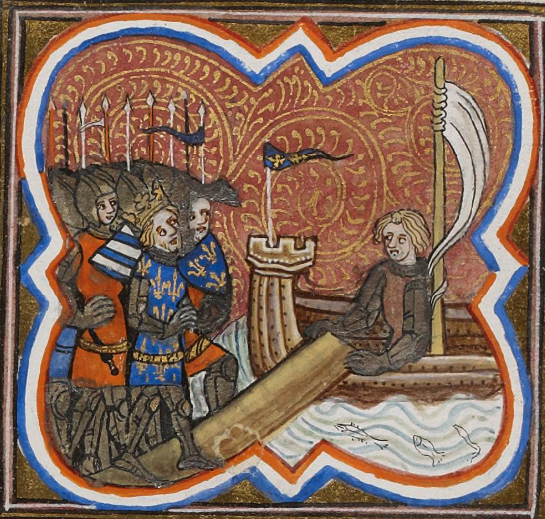
Die Abreise zum 7. Kreuzzug

- 2. Juli: Sechs Wochen vor dem geplanten Termin sticht der französische König Ludwig IX. mit seiner Flotte in See, ohne weiter auf den englischen Prinzen Edward Plantagenet zu warten. Wie schon bei seinem ersten Kreuzzug hat er die offizielle Bekanntgabe des Kreuzzugsziels bis zuletzt geheim gehalten, um dem muslimischen Gegner die Möglichkeit zur Planung einer adäquaten Verteidigung zu nehmen, und um selbst den Vorteil des Überraschungsmoments auf seiner Seite zu haben. Ungewöhnlich ist dieses Mal hingegen der sehr früh gewählte Zeitpunkt zur Offenbarung wie auch der Ort des Ziels. Denn statt gegen Ägypten oder Syrien, also den Herrschaftsbereich der Mameluken, soll der Angriff auf das Sultanat von Tunis in Nordafrika erfolgen.

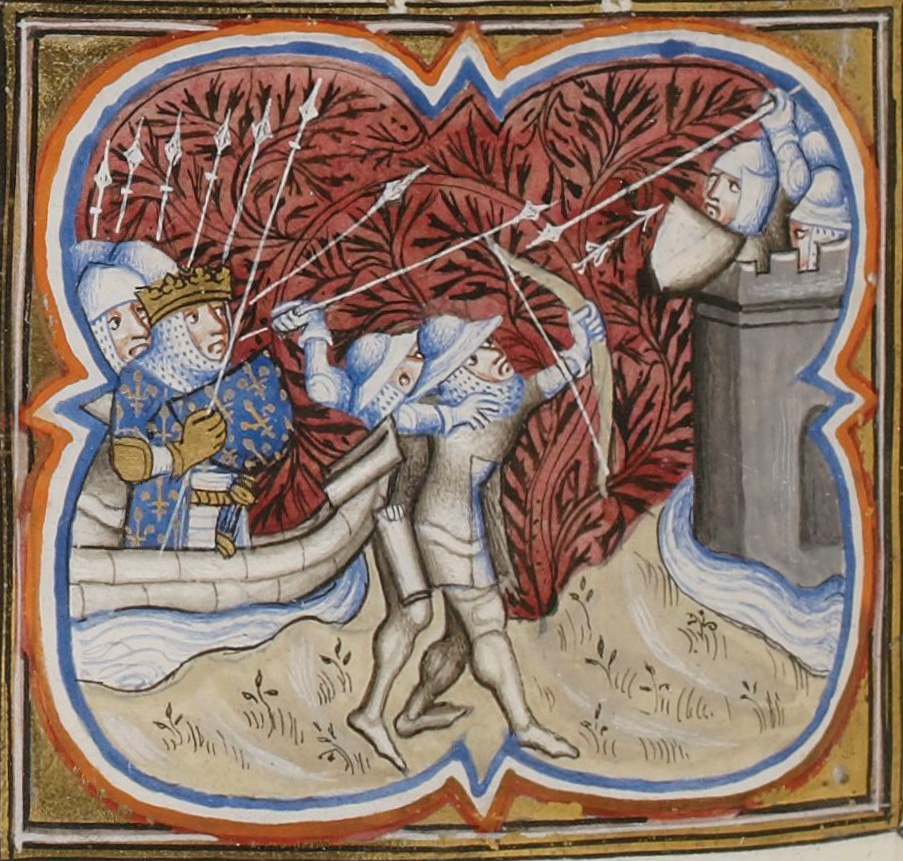
Belagerung von Tunis 1270

- 17. Juli: Ludwig IX. landet mit dem Siebten Kreuzzug bei Karthago, das er durch einen Handstreich des Admirals Florent de Varennes rasch einnimmt. Muhammad I. al-Mustansir, Kalif der Hafsiden in Ifrīqiya, verschanzt sich daraufhin in Tunis. Bevor es zu einer größeren Schlacht kommt, wird das Kreuzfahrerheer von der Bakterienruhr befallen. Ludwigs Sohn Johann von Damiette stirbt am 3. August.
- 25. August: Ludwig IX. stirbt bei der Belagerung von Tunis an der Ruhr, neuer faktischer Anführer wird Karl von Anjou, der Verhandlungen mit Muhammad I. al-Mustansir aufnimmt. Ludwigs Sohn Philipp III. der Kühne, der sich mit seiner Frau Isabella von Aragón ebenfalls vor Tunis befindet, wird daraufhin König von Frankreich.
- August: Edward Plantagenet setzt sich mit seinem Kreuzfahrerheer von England aus in Bewegung. Er durchquert zunächst Frankreich und bricht von Aigues-Mortes an der französischen Mittelmeerküste ebenfalls nach Tunis auf.

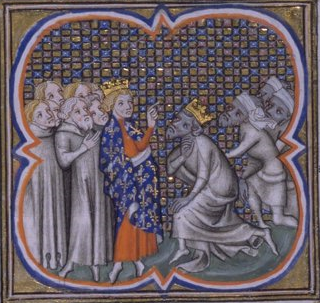
Philipp III. von Frankreich schließt mit al-Mustansir Frieden

- 30. Oktober: Aufgrund um sich greifender Krankheiten wird die Belagerung von Tunis durch ein Friedensabkommen Philipps III. mit dem Sultan beendet. Muhammad erklärt sich bereit, den Kreuzfahrern einen hohen Tribut zu zahlen und christlichen Priestern den Zugang nach Tunis zu erlauben. Im Gegenzug brechen die Kreuzfahrer den Kreuzzug ab und ziehen nach Sizilien ab.

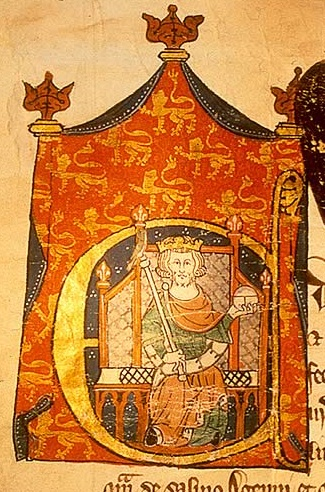
Prinz Edward

- 10. November: Der englische Kronprinz Edward trifft bei Tunis ein. Der Kreuzzug des Prinzen Eduard, der nicht mit dem geschlossenen Frieden einverstanden ist, spaltet sich vom siebten Kreuzzug ab und schifft sich nur einen Tag später nach Akkon ein, der letzten Kreuzfahrerbastion in Palästina. Die Franzosen treten hingegen die Rückreise in die Heimat an.
- 4. Dezember: Ludwigs Schwiegersohn Theobald II. von Navarra stirbt auf der Rückreise nach Europa. Da er keine Nachkommen hinterlässt, folgt ihm sein Bruder Heinrich I. auf den Thron.

#### Heiliges Römisches Reich
- Der Fuldaer Fürstabt Bertho II. von Leibolz lässt wegen andauernder Räubereien die Burg Ebersburg, die Osterburg und zwei weitere Burgen zerstören. Dabei gerät der Ritter Hermann von Ebersberg genannt von Weyhers in Gefangenschaft. Bertho II. lässt ihn trotz Zusage des freien Geleits auf dem Fuldaer Marktplatz durch Gerlach Küchenmeister öffentlich hinrichten. Wegen dieser Tat schwört die Ritterschaft, allen voran Giso von Steinau, dem Abt tödliche Rache.
- um 1270: Das heutige Kleinwalsertal wird über den Hochalppass von fünf ausgewanderten Familien aus dem Oberwallis (Schweiz) besiedelt.

#### Weitere Ereignisse in Europa
- 16. Februar: Schlacht bei Karuse.

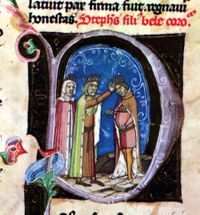
Stephan V.

- 3. Mai: Nach dem Tod seines Vaters Béla IV. wird Stephan V. aus dem Haus der Árpáden König von Ungarn, und als Stephan IV. König von Kroatien, Dalmatien und Rama.
- Der Krieg von St. Sabas zwischen der Republik Genua und der Republik Venedig endet auf Druck von Frankreich.
- Das Hôtel d’Artois wird für Robert II. von Artois in Paris unmittelbar an der Außenseite der Stadtmauer errichtet.

#### Äthiopien
- 10. August: Yekuno Amlak stürzt den letzten Herrscher der Zagwe-Dynastie – möglicherweise handelt es sich dabei um Yetbarak – und begründet die salomonische Dynastie in Äthiopien.

#### Georgien
Nach dem Tod seines Vaters David VII. wird der minderjährige Dimitri II. König von Georgien. Sein Onkel Sadun Mankaberdeli übernimmt bis 1278 die Regentschaft. Trotz der Oberhoheit der Mongolen erlebt das Land einen politischen und wirtschaftlichen Aufschwung.

#### Stadtrechte und urkundliche Ersterwähnungen
- Bremen erhält ‚Hamburger Recht‘, das ist erste urkundliche Erwähnung eines Stadtrechts in dieser Stadt.
- Erste urkundliche Erwähnung von Beurnevésin, Birr, Chêne-Bougeries, Chêne-Bourg, Gisikon, Hütten, Korb, Mellenthin, Muntelier, Rebstein, Rechenberg, Schletzenhausen, Schuttertal, Subingen und Templin.

### Wirtschaft
- Im Kärntner Ort Hirt wird in den Steuerlisten des Domkapitels Gurk erstmals eine Taverne erwähnt, Grundlage für die spätere Privatbrauerei Hirt.
- Die Fähre Eining über die Donau wird erstmals urkundlich erwähnt.

### Wissenschaft und Technik
- Brunetto Latini stiftet die Akademie der Künste in Florenz.
- um 1270: Der Franziskaner Roger Bacon gibt die Lage des Brennpunktes bei Hohlspiegeln an. Es entstehen die Schriften Communia naturalium und Communia mathematica.
- um 1270: Die theoretische Abhandlung Perspectiva des schlesischen Naturforschers Witelo beschäftigt sich v. a. mit Brechung, Reflexion und geometrischer Optik. Er widerspricht der herrschenden Meinung, dass Augen Strahlen aussenden.
- um 1270: In Italien werden erstmals geschliffene Bergkristalle und Berylle als Sehhilfen verwendet; es beginnt die Herstellung von Brillen gegen Weitsichtigkeit.

### Religion und Kultur
- Papstwahl 1268–1271: Auch im zweiten Jahr der Sedisvakanz nach dem im Jahr 1268 gestorbenen Papst Clemens IV. kann sich das Kardinalskollegium, das seit Ende des Vorjahres im Papstpalast von Viterbo eingesperrt ist, nicht auf einen Nachfolger einigen. Am 8. Juni richten die Kardinäle ein Schreiben an beide Magistrate mit der Bitte, Henricus de Segusio, Kardinalbischof von Ostia, wegen seiner schlechten Gesundheit aus dem „Palatio discooperto“ zu entlassen, und schreiben, dass er auf sein Wahlrecht verzichten werde. Am 9. Juli stirbt István Báncsa, Kardinalbischof von Palestrina, als zweiter Kardinal während der Papstwahl.
- Oktober: Thomas von Aquin wehrt sich mit der Schrift Contra doctrinam retrahentium a religione gegen persönliche und polemische Angriffe seitens Nikolaus von Lisieux, eines Schülers von Wilhelm von Saint Amour und Freund des Gerhard von Abbeville (siehe 1269).
- Averroismus: (Paris) Thomas von Aquin veröffentlicht die Schrift De unitate intellectus contra Averroistas. Am 10. Dezember verurteilt der auch für den Unterricht verantwortliche Bischof Tempier 13 Thesen (Pariser Verurteilungen), darunter averroistische Lehren wie z. B. die Theorien von der Ewigkeit der Welt, der Einzigkeit des Intellekts und der universalen Determination des Weltgeschehens sowie dass die Einzelseele nicht unsterblich, sondern vorübergehende Teilerscheinung einer Gesamtvernunft sei Monopsychismus (siehe Weblinks).
- Baubeginn der dreischiffigen und hallenartigen Pfeilerbasilika der Predigerkirche in Erfurt (Dominikaner)

## Geboren

### Geburtsdatum gesichert
- 12. März: Karl I., Titularkaiser von Konstantinopel und Regent von Frankreich, Stammvater des Hauses Valois († 1325)
- 30. Juni: Jehuda ben Ascher, Talmudist und Rabbiner († 1349)
- 15. Juli: Rudolf III., Graf von Habsburg-Laufenburg († 1314)

### Genaues Geburtsdatum unbekannt
- Abner von Burgos, spanischer Arzt und Philosoph († 1347)
- Håkon V., König von Norwegen († 1319)
- Theodoros Metochites, byzantinischer Diplomat, hoher Regierungsbeamter, Theologe, Philosoph, Historiker, Astronom, Dichter und Kunstmäzen († 1332)
- Rudolf II., Herzog von Österreich und Steiermark, Schwaben, Elsass und dem Aargau († 1290)
- Guglielmo da Varignana, Mediziner und Philosoph († 1339)
- Wilhelm I., Herzog von Braunschweig († 1292)

### Geboren um 1270
- Andrew Harclay, englischer Militär und Rebell († 1323)
- Anna von Czersk, polnische Prinzessin und schlesische Fürstin, Herzogin von Ratibor († 1327)
- Cino da Pistoia, italienischer Jurist und Dichter († 1336/37)
- Heinrich III., Graf von Nassau-Siegen († 1343)
- Heinrich von Leipa, königlicher Unterkämmerer und Marschall des böhmischen Königs († 1329)
- Johann I., Herr von Braunsberg und zu einer Hälfte Besitzer der Grafschaft zu Wied († 1327)
- Llywelyn ab Owain, walisischer Lord von Deheubarth († um 1308)
- Ralph de Monthermer, englischer Ritter († 1325)
- Rudolf IV., Graf und Herr von Neuenburg († 1343)
- William Wallace, schottischer Freiheitskämpfer und Nationalheld († 1305)
- 1270/75: Nikolaus von Lyra, Franziskaner und Bibelkommentator († 1349)

## Gestorben

### Erstes Halbjahr
- 14. Januar: Walter de Dunstanville, englischer Ritter

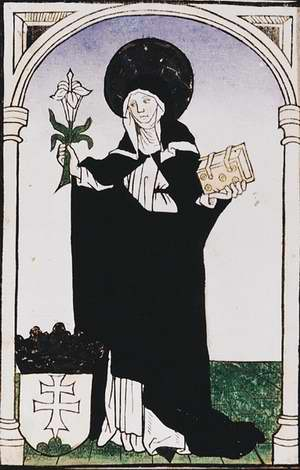
Margareta von Ungarn

- 18. Januar: Margareta von Ungarn, ungarische Prinzessin, Dominikanerin und Heilige der katholischen Kirche (* 1242)

- 17. März: Philipp von Montfort, Herr von Tyrus (* um 1206)
- 27. April: Wladislaw von Schlesien, Bischof von Bamberg und Passau, Erzbischof von Salzburg und Administrator von Breslau (* 1237)
- 3. Mai: Béla IV., König von Ungarn, König von Kroatien, Dalmatien und Rama (* 1206)

### Zweites Halbjahr
- 3./4. Juli: Roger Bigod, englischer Adeliger und Höfling (* um 1212)
- 8. Juli: Heilewigis, Äbtissin im Stift Freckenhorst (* vor 1240)
- 9. Juli: István Báncsa, Erzbischof von Esztergom
- 14. Juli: Bonifatius von Savoyen, Erzbischof von Canterbury (* 1206/1207)
- 16. oder 24. Juli: Maria Laskaris von Nicäa, Königin von Ungarn (* 1206)
- 17. Juli: Marguerite de Courtenay, Markgräfin von Namur (* um 1194)
- nach 18. Juli: Héric de Beaujeu, Marschall von Frankreich und Kreuzfahrer
- nach 18. Juli: Florent de Varennes, Admiral von Frankreich und Kreuzfahrer
- nach 18. Juli: Mathieu III. de Montmorency, Herr von Montmorency und Kreuzfahrer
- nach 18. Juli: Raoul von Soissons, Herr von Cœuvres und Kreuzfahrer (* um 1210/1215)
- nach 18. Juli: Renaud de Précigny, Marschall von Frankreich und Kreuzfahrer

- 3. August: Johann von Damiette, Graf von Nevers, Graf von Valois und Crépy, Teilnehmer des 7. Kreuzzugs (* 1250)
- 6. August: David I. of Strathbogie, schottischer Adeliger und Kreuzfahrer
- 8. August: Margaretha von Staufen, Landgräfin in Thüringen und Pfalzgräfin von Sachsen (* 1237)
- 10. August: Alan de la Zouche, englischer Militär und Adeliger (* 1203)
- 10. August: Raoul de Grosparmy, römisch-katholischer Bischof und Kardinal
- 23. August: Gauthier III. de Nemours, Marschall von Frankreich und Teilnehmer des 7. Kreuzzugs
- 25. August: Alfons von Brienne, Graf von Eu (* um 1227)

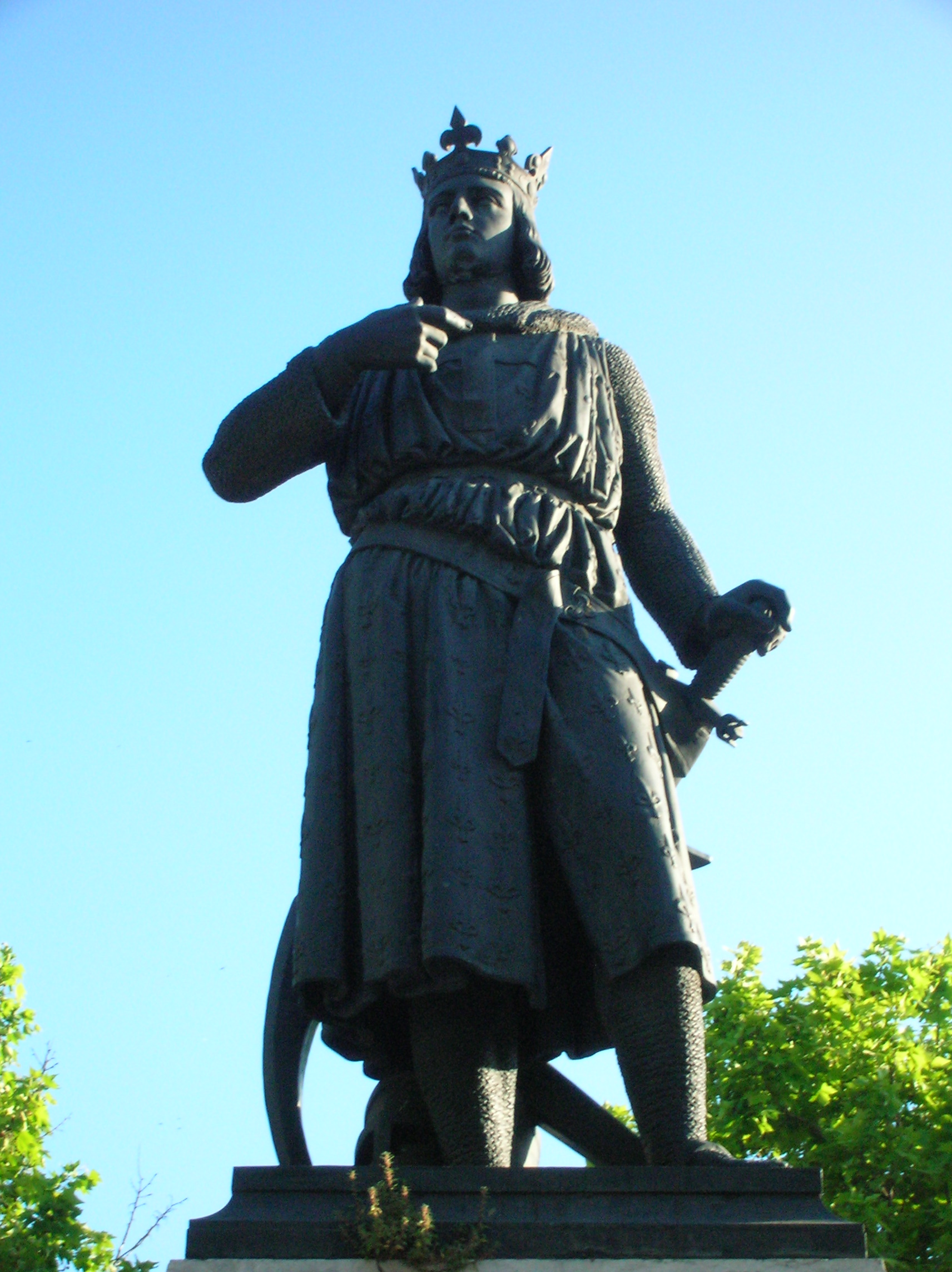
Statue Ludwigs IX. von Frankreich in Aigues-Mortes

- 25. August: Ludwig IX., König von Frankreich und Anführer des 7. Kreuzzugs, Heiliger der katholischen Kirche (* 1214)
- nach 25. August: Hugo XII. von Lusignan, Graf von La Marche und Angoulême und Kreuzfahrer (* um 1235/1240)

- 24. September: Philipp II. von Montfort, Graf von Squillace und Teilnehmer des 7. Kreuzzugs (* um 1225)
- 3. Oktober: Adolf I., Graf von Waldeck und Schwalenberg

- 2. November: Wichmann von Arnstein, deutscher Dominikaner, Mystiker und Klostergründer (* um 1185)
- 4. Dezember: Theobald II., König von Navarra (* 1238)

### Genaues Todesdatum unbekannt
- Audacia Margarethe, polnische Prinzessin, Gräfin und Regentin von Schwerin (* 1196)
- Bartolomeo di Breganze, Bischof von Vicenza, Gründer des Ordens der Frati gaudenti und päpstlicher Legat (* um 1200)
- Étienne Boileau, königlicher Vogt von Paris (* um 1200)
- David VII., König von Georgien (* 1215)
- Guru Chökyi Wangchug, Tertön bzw. Schatzentdecker der Nyingma-Schule des tibetischen Buddhismus (* 1212)
- Ibn Abī Usaibiʿa, arabischer Arzt und Biograph im Ayyubidenreich (* nach 1194)
- Maredudd ap Gruffudd, walisischer Lord von Gwent
- Margarete Skulesdatter, Königin von Norwegen (* um 1210)
- Nachmanides, jüdischer Gelehrter, Rabbi, Arzt, Philosoph und Dichter in Katalonien und Jerusalem (* 1194)

### Gestorben um 1270
- Mécia Lópes de Haro, leonesische Adelige und Königin von Portugal (* um 1215)
- Robert de Ros, Lord of Wark, englischer Adeliger
- 1270/1272: Johann II., Graf von Soissons, Herr von Amboise und Graf von Chartres